# Tyndarichus navae
Tyndarichus navae är en stekelart som beskrevs av Howard 1910. Tyndarichus navae ingår i släktet Tyndarichus och familjen sköldlussteklar.
Artens utbredningsområde är:
- Tyskland.
- Sverige.

Arten är reproducerande i Sverige. Inga underarter finns listade i Catalogue of Life.